# 葛下 (王寺町)
葛下（かつしも）は、奈良県北葛城郡王寺町内の地名。 町の東部に位置する。 住所表示では、葛下1丁目 - 4丁目となる。

## 地理
馬見丘陵上の1丁目、葛下川左岸の2丁目、南側にある3丁目、4丁目から構成される。1・2丁目は新興住宅地、3丁目・4丁目は田園地帯となっている。

### 交通
- 奈良県道36号天理王寺線

### 地域内の主な施設・旧跡等
- 西和警察署
- 白鳳女子短期大学